# 石四皓
石四皓（1941年—），男，台湾台南人，中华人民共和国政治人物，中华全国台湾同胞联谊会原副会长，第九、十届全国政协委员。